# CLDN8
CLDN8 (англ. Claudin 8) – білок, який кодується однойменним геном, розташованим у людей на короткому плечі 21-ї хромосоми. Довжина поліпептидного ланцюга білка становить 225 амінокислот, а молекулярна маса — 24 845.
| 10         |  | 20         |  | 30         |  | 40         |  | 50         |
| ---------- |  | ---------- |  | ---------- |  | ---------- |  | ---------- |
| MATHALEIAG |  | LFLGGVGMVG |  | TVAVTVMPQW |  | RVSAFIENNI |  | VVFENFWEGL |
| WMNCVRQANI |  | RMQCKIYDSL |  | LALSPDLQAA |  | RGLMCAASVM |  | SFLAFMMAIL |
| GMKCTRCTGD |  | NEKVKAHILL |  | TAGIIFIITG |  | MVVLIPVSWV |  | ANAIIRDFYN |
| SIVNVAQKRE |  | LGEALYLGWT |  | TALVLIVGGA |  | LFCCVFCCNE |  | KSSSYRYSIP |
| SHRTTQKSYH |  | TGKKSPSVYS |  | RSQYV      |  |            |  |            |

A: Аланін

C: Цистеїн

D: Аспарагінова кислота

E: Глутамінова кислота

F: Фенілаланін

G: Гліцин

H: Гістидин

I: Ізолейцин

K: Лізин

L: Лейцин

M: Метіонін

N: Аспарагін

P: Пролін

Q: Глутамін

R: Аргінін

S: Серин

T: Треонін

V: Валін

W: Триптофан

Локалізований у клітинній мембрані, мембрані, клітинних контактах, щільних контактах.